# Desmophlebium
Desmophlebium, biljni rod papratnica smješten u vlastitu porodicu Desmophlebiaceae, dio reda Polypodiales. Postoje dvije vrste raširenih po Južnoj Americi. I rod i porodica opisani su 2016. godine, a u nju su uključene dvije vrste koje su nekada bile uključivane u rodove Diplazium i Asplenium

## Vrste
1. Desmophlebium lechleri (Mett.) Mynssen, A. Vasco, Sylvestre, R.C. Moran & Rouhan
2. Desmophlebium longisorum (Baker) Mynssen, A. Vasco, Sylvestre, R.C. Moran & Rouhan